# Balloch
Balloch (gael. Bealach) – wieś w hrabstwie West Dunbartonshire, w Szkocji. Znajduje się na południowym brzegu jeziora Loch Lomond nad rzeką Leven. Według danych na rok 2020 miejscowość zamieszkiwało 6010 osób.

## Klimat
Średnia temperatura wynosi 6 °C. Najcieplejszym miesiącem jest sierpień (13 °C), a najchłodniejszym miesiącem jest styczeń (–2 °C).

## Turystyka
We wsi znajduje się zabytków oraz atrakcji turystycznych, należą do nich: zamek Balloch Castle, Park krajobrazowy Balloch, Park Narodowy Loch Lomond and the Trossachs oraz Sea Life Centre.
Balloch jest położona niedaleko głównej szkockiej drogi A82 oraz A811.